# ديفيد هارتلي (فيلسوف)
ديفيد هارتلي (بالإنجليزية: David Hartley)‏ ؛ (ولد في 21 يونيو 1705-توفي في أغسطس 1757)، هو طبيب وعالم نفس وفيلسوف بريطاني وأحد أتباع المدرسة الترابطية (Associationism).

## روابط خارجية
- ديفيد هارتلي على موقع الموسوعة البريطانية (الإنجليزية)
- ديفيد هارتلي على موقع إن إن دي بي (الإنجليزية)

- «ديفيد هارتلي»، بقلم ريتشارد ألين، موسوعة ستانفورد للفلسفة
- «هارتلي، ديفيد (1705-1757)»، بقلم ريتشارد ألين، موسوعة روتليدج للفلسفة
- ديفيد هارتلي من فيكتور ل. نوفو، في «قاموس الفلاسفة البريطانيين في القرن الثامن عشر»، مطبعة ثوميس.